# Har-Us nuur
Il lago Har-Us nuur (in mongolo: Хар-Ус нуур) si trova in Mongolia occidentale, nella depressione dei Grandi Laghi, un bacino chiuso situato a nord-est della catena montuosa dell'Altaj e nella parte centro-settentrionale della provincia di Hovd, tra i quattro distretti di Mjangad, Dôrgôn, Čandman' e Bujant.
Fa parte di un gruppo di laghi interni che, in tempi preistorici (circa 5000 anni) era un unico grande lago. I cambiamenti climatici intervenuti hanno nel tempo inaridito la regione. Il lago preistorico a poco a poco andò dividendosi in più laghi: a est del Har-Us nuur si trovano il Parco Nazionale dell'Har-Us e i laghi Har nuur e Dôrgôn nuur.